# Alicia-Monique Blanco
Alicia-Monique Blanco (Ahwatukee, Phoenix, ca. 1987) é uma rainha da beleza de Phoenix, Arizona, que foi coroada Miss Arizona E.U.A. 2009. Foi terceira colocada no concurso Miss USA 2009.

## Biografia
Alicia graduou-se no ensino secundário em 2005. Depois disso, foi aceita na Universidade Estadual do Arizona, onde estudou Comunicações e Jornalismo. Fez estágio em 2006 no ABC15 Sports New. Atualmente é a embaixatriz do Susan G. Komen for the Cure. É porta-voz do “Chances for Children of Arizona, uma organização que educa crianças para fazerem escolhas saudáveis, e incentivar a aptidão física. Alicia dançou no Super Bowl deste ano.